# Windesheim
Windesheim est une municipalité allemande située dans le land de Rhénanie-Palatinat et l'arrondissement de Bad Kreuznach.

## Personnalité
- Gerlach Petersen (1378-1411), écrivain ascétique, mort à Windesheim.